# منتخب كوستاريكا تحت 17 سنة لكرة القدم
منتخب كوستاريكا تحت 17 سنة لكرة القدم هو الممثل الرسمي لكوستاريكا في بطولات كرة القدم تحت 17 سنة، ويشرف عليه الاتحاد الكوستاريكي لكرة القدم.

## وصلات خارجية
- الموقع الرسمي